# Dean Kukan
Dean Kukan (* 8. července 1993, Volketswil) je švýcarský lední hokejista, obránce. Od roku 2022 je hráčem klubu ZSC Lions, který hraje nejvyšší švýcarskou soutěž. V sezóně 2023/24 si s ním připsal titul mistra Švýcarska. Sezónu předtím byl zařazen do all-stars švýcarské ligy. Hrál i švédskou nejvyšší soutěž za klub Luleå HF. Vyhrál s ním Hokejovou ligu mistrů 2014/15. Sedm sezón strávil v zámoří, NHL si zahrál za Columbus Blue Jackets, působil též na farmě Cleveland Monsters. V základní části NHL sehrál 153 utkání, zaznamenal 30 kanadských bodů a dal pět branek. Dalších 19 zápasů, 2 body a 1 gól přidal v play-off. Se švýcarskou reprezentací získal stříbrnou medaili na mistrovství světa v roce 2018 a na mistrovství světa v Česku roku 2024. Hrál i na MS 2014 (10. místo), MS 2015 (8. místo), MS 2017 (6. místo), MS 2022 (5. místo), MS 2023 (5. místo). Jeho otec byl Čech. Jeho vzory byli Jaromír Jágr a Nicklas Lidström.